# 겅
겅(중국어: 羹, 병음: gēng, 한자음: 갱)은 중화권의 걸쭉한 국물 요리이다. 녹말물을 풀어 걸쭉하게 한다. 위츠탕(상어 지느러미 수프) 등이 겅의 일종이다. 타이완의 야시장에서 여러 가지 겅을 먹을 수 있다.

## 이름
지역에 따라 강(광둥어: 羹, 월병: gang1), 껭(민난어: keⁿ) 등의 발음으로도 불리며, 타이완에서는 발음이 같은 "焿", "粳" 등의 한자로도 표기된다.
동남아시아 언어들에서 국물 음식을 뜻하는 말의 어원이 되기도 했다. 커리 등 국물 요리에 쓰이는 라오스어 "깽(ແກງ)과 태국어 "깽(แกง)"은 "羹"의 중고 한어 발음인 /kˠæŋ/에서, 까인 쭈어 등 국물 요리에 쓰이는 베트남어 "까인(canh)"은 "羹"의 한월어 발음에서 유래했다고 여겨진다.